# Azet (rapper)
Azet, pseudonimo di Granit Musa (Tirana, 6 marzo 1993), è un rapper albanese naturalizzato tedesco.

## Biografia
Azet ha fatto il suo debutto discografico con l'album in studio Fast Life, numero uno nelle Offizielle Deutsche Charts, Ö3 Austria Top 40 e Schweizer Hitparade, che include la hit Qa bone, una collaborazione con RAF Camora certificata oro in Austria e Svizzera, e platino in Germania. L'anno successivo è uscito Super Plus, anch'esso numero uno nelle classifiche austriache e tedesche. Ha poi pubblicato due ulteriori dischi numero uno, Neue Welt (2021) e Eurosport (2024).
Ha collezionato quattro dischi d'oro e uno di platino dalla Bundesverband Musikindustrie, equivalenti a 1,2 milioni di unità vendute.

## Discografia

### Album in studio
- 2018 – Fast Life
- 2019 – Super Plus (con Zuna)
- 2020 – Fast Life 2 (con Albi)
- 2021 – Neue Welt
- 2024 – Eurosport (con Dardan)

### EP
- 2019 – Mango
- 2023 – Tirana 1
- 2024 – Family & Money
- 2024 – Für alle Blocks

### Singoli
- 2016 – Milieu
- 2016 – Patte fließt
- 2018 – Nike Pullover
- 2019 – Crack, Koks, Piece Unternehmen
- 2019 – Money Money
- 2020 – Lass los (con Dhurata Dora)
- 2020 – Fajet (con Dhurata Dora)
- 2020 – B.L.F.L. (con Capital Bra)
- 2021 – 50km/h (con Jugglerz)
- 2021 – Jeta jem (con Bardhi)
- 2021 – Hayat (con Bardhi)
- 2022 – Gotat
- 2022 – Tequila (con Tayna)
- 2022 – Bleib am Ball (con Zuna)
- 2023 – Abschied
- 2023 – 25 Mann
- 2023 – Droptop (con Bozza)
- 2023 – Malli (con Dardan)
- 2023 – No Name (con Paix e Lolo79)
- 2023 – Katile...
- 2023 – Camorra (con Stealth e Vinz)
- 2024 – Mhm...
- 2024 – Eurosport (con Dardan)
- 2024 – Pa mu (con Dardan)
- 2024 – Bebe (con Dardan)
- 2024 – Ekipa (con Dardan)
- 2024 – Barbie & Ken
- 2024 – Arielle (con Albi)
- 2024 – Für alle Blocks
- 2024 – Tagebuch
- 2025 – VIP (con Rack)
- 2025 – Model
- 2025 – Buscape (con Bobby Vandamme)
- 2025 – We Back (con Noizy)
- 2025 – Summer Baby (con The Underdog Project)